# Madou Dossama
Madou Dossama (né le 24 juillet 1972 en République de Haute-Volta, aujourd'hui Burkina Faso) est un joueur de football international burkinabé, qui évoluait au poste de défenseur.

## Biographie

### Carrière en sélection
Avec l'équipe du Burkina Faso, il joue onze matchs entre 1995 et 2002. Il figure notamment dans le groupe des sélectionnés lors des Coupes d'Afrique des nations de 2000 et de 2002.